# Ahtna (språk)
Ahtna är ett na-dené-språk som talas i Alaska, USA. Det anses vara nästan utdött. År 2016 uppskattades språket att ha cirka 80 talare. Talarna använder också engelska.
Sedan 2014 har språket erkänts som ett officiellt språk i delstaten Alaska. Språket har ingen skriftlig standard.

## Fonologi

### Vokaler
|               | Främre | Central | Bakre |
| ------------- | ------ | ------- | ----- |
| Sluten        | iː     |         | uː    |
| Nästan sluten | ɪ      |         | ʊ     |
| Halvsluten    | e      |         | oː    |
| Halvöppen     | ɛ      | ɐ       | ɔ     |
| Nästan öppen  | æ      |         |       |
| Öppen         |        |         | ɑː    |

Källa:

### Konsonanter
|                  |          | Labial | Dental | Alveolar | Velar | Uvular | Glottal | Glottal |
| norm.            | lab.     | Labial | Dental | Alveolar | Velar | Uvular |         |         |
| ---------------- | -------- | ------ | ------ | -------- | ----- | ------ | ------- | ------- |
| Nasal            | Nasal    | m      |        | n        | ŋ     |        |         |         |
| Klusil           | norm.    | p      |        | t        | k     | q      | ʔ       |         |
| Klusil           | asp.     | pʰ     |        | tʰ       | kʰ    | qʰ     |         |         |
| Klusil           | ejek.    | p'     |        | t'       | k'    | q'     |         |         |
| Affrikat         | norm.    |        |        | ts       |       |        |         |         |
| Affrikat         | asp.     |        |        | tsʰ      |       |        |         |         |
| Affrikat         | ejek.    |        |        | ts'      |       |        |         |         |
| Lateral affrikat | norm.    |        |        | tɬʰ      |       |        |         |         |
| Lateral affrikat | asp.     |        |        | tɬ       |       |        |         |         |
| Lateral affrikat | ejek.    |        |        | tɬ'      |       |        |         |         |
| Frikativ         | Frikativ |        |        | s        | x     | χ      | h       | hʷ      |
| Lateral          | Lateral  |        |        | ɬ        |       |        |         |         |

Källa: